# Суперфрикономика
Суперфрикономика (англ. SuperFreakonomics) ― научно-популярная  книга американского экономиста Стивена Левитта и журналиста Стивена Дабнера, впервые опубликованная издательством «William Morrow and Company» в США 20 октября 2009 года. 

## Содержание
Научно-популярная «Суперфрикономика» — это продолжение совместной работы экономиста Чикагского университета Стивена Левитта и журналиста The New York Times Стивена Дабнера «Фрикономика», ставшего бестселлером за четыре года до того. Книги, изучающие взаимосвязь, казалось бы, несвязанных между собой вещей и событий.
- Чем уличная проститутка похожа на Санту из универмага?
- Сколько полезного делают автокресла?
- Какой лучший способ поймать террориста?
- Как телевидение вызвало рост преступности?
- Что общего между ураганами, инфарктами и смертельным исходом на автомагистралях?
- Действительно ли люди жестко настроены на альтруизм или эгоизм?
- Можно ли есть кенгуру, спасая планету?
- Что добавляет большую ценность: сутенёр или риелтор?

Во вводном разделе сказано, что тема книги исследует концепцию, по которой мы все работаем за определенное вознаграждение, мы реагируем на стимулы, объясняется, что мы должны рассматривать проблемы с экономической точки зрения.
В первой главе рассматривается неравенство в категориях оплаты труда для мужчин и женщин, исследуется проституция и сутенерство в Южном Чикаго. Сутенеры и брокеры сравниваются на основе идеи, что они помогают продавать свои услуги на большой рынок.
Второй раздел относится к шаблонам и деталям. Рассматривается проблема зависимости от времени, места и обстоятельств в которых родился ребёнок, описывается проблема «эффекта относительности возраста» и какую весомую роль он играет во многих видах спорта. Обсуждаются навыки врачей и создание компьютерной системы «Azyxxi», а также проводятся параллели с тем, как банки отслеживают террористов в Великобритании.
Альтруизм обсуждается в третьей главе, используя примеры убийства Китти Дженовезе, вспышка преступности 1960-х, вызванная телевидением, и экспериментальные игры, такие, например, как дилемма заключенного.
Четвертый раздел о непредвиденных последствиях и простых исправлениях. Он подробно рассказывает о работе Игнаца Земмельвейса в больницах, об использовании ремней безопасности и детских автокресел, о возможности уменьшения количества ураганов.
В пятой главе рассматриваются внешние факторы и глобальное потепление. Здесь обсуждается, почему экономика не обязательно учитывает экологические проблемы. Кроме того, авторы предлагают альтернативный путь решения глобального потепления путем добавления в атмосферу двуокиси серы.
Эпилог касается микроэкономики и обсуждается изучение того, можно ли научить обезьян использовать деньги.

## Отзывы
«Суперфрикономика» получила высокую оценку своей развлекательной ценности, но и критику за нетрадиционные подходы к предметам изучения, в частности глобального потепления.
В Financial Times Тим Гарфорд, автор книги «The Undercover Economist» (рус. «Вещи, изменившие мир. История экономики в 50 изобретениях»), сказал, что «Суперфрикономика очень похожа на Фрикономику, но лучше».
В New York Post критик и писатель Кайл Смит назвал эту книгу «храбрая, крепкая и прекрасно противоположная».
BusinessWeek предоставил книге три с половиной звезды из пяти, говоря, что книга является «изощренным и даже полезным применением экономики к необычным предметам».

## Переводы на русском
- Стивен Левитт, Стивен Дабнер. Суперфрикономика/ перереводчик Дмитрий Кожедуб. – Киев: Наш Формат, 2018. – 256 с. - ISBN 978-617-7552-65-8.
- Суперфрикономика. Стивен Левитт и Стивен Дабнер, издательство «Манн, Иванов и Фербер», ISBN 978-5-91657-097-7[5]